# Ryder Cup 1997
La Ryder Cup de 1997 fue el 32.º evento de dicha competición y el primero que se celebraría en Europa Continental. Se enfrentarían el equipo de Estados Unidos capitaneado por Tom Kite contra el de Europa, cuyo capitán fue Severiano Ballesteros. Tuvo lugar en el Club de Golf Valderrama, en la conocida zona de Sotogrande dentro del Campo de Gibraltar, España, del 26 al 28 de septiembre de 1997.

## Historia
El torneo presentó a dos equipos de alto nivel, que tuvieron que lidiar con unas condiciones climáticas lluviosas en extremo, cuyo campo junto a sus voluntarios supieron drenar con brillantez.
El equipo europeo dirigido por un omnipresente Severiano Ballesteros aventajó al americano durante los dos primeros días, teniendo que resistir la acometida del adversario en una última jornada llena de emociones,
pero sin que Tiger Woods en su debut pudiera ser un efectivo real contra la motivación del equipo del Viejo Continente.
Finalmente un caballeroso gesto del capitán Ballesteros que repartió el último punto de Colin Montgomerie contra Scott Hoch, lo que a la postre servía para la victoria europea por 14½ a 13½.